# 西部集水區
西部集水區（英語：Western Water Catchment）是一處位於新加坡西區的規劃區，本規劃區面積69.46平方（26.82平方英里），是新加坡55個規劃區中面積最大的規劃區。其南面相鄰大士與先驅，東面相連雙溪加株、蔡厝港、登加，東南方與裕廊西相鄰，北方與林厝港相連，西面則是柔佛海峽。目前在西部集水區內有4座水庫，分別是登格蓄水池、波揚蓄水池、慕萊蓄水池、莎琳汶蓄水池。新加坡武裝部隊也在西部集水區設立實彈軍訓區，將此處作為陸軍訓練用地。目前位在西部集水區內南方的巴西拉峇军营與北邊的双溪格当军营（Sungei Gedong Camp）等軍事要地皆受到軍方管制入境。

## 教育
目前在西部集水區內的學校僅有南洋理工大學，以及附屬在南洋理工大學的國立教育學院。

## 軍事設施
在西部集水區擁有多座軍事設施，其中包括3座主要軍軍事基地，分別是巴西拉峇军营、位在Lorong Danau的蔡厝港军营、以及双溪格当军营（Sungei Gedong Camp）。在慕萊地區則有慕莱城市战实弹射击设施（Murai Urban Live Firing Facility，MULFAC）、慕莱城市战训练中心（Murai Urban Training Facility，MUTF）等。
新加坡武装部队训练所实弹军训区自1967年在西部集水區建立，在实弹军训区附近有多個標示牌告示民眾禁止靠近。1968年7月14日，4名村民在实弹军训区遇害，命案發生地非常靠近Kampong Berih，另外有9人受傷。之後有7名村民透過舢舨偷偷闖入巴西拉峇，試圖摘採榴槤和紅毛丹，但卻遭到迫擊砲未爆彈爆炸而受傷。儘管如此，仍有很多人試圖闖入实弹军训区。為了防止入侵者，軍方在巴西拉峇军营的11個入口處設置兵哨崗位，避免又有民眾闖入。

## 蓄水池
截至2018年，目前在西部集水區共有4座蓄水池。

### 登格蓄水池
登格蓄水池（英語：Tengeh Reservoir）原先為登格河，其向西流往柔佛海峽。1980年代早期，新加坡政府開始推動西部集水區計畫，將登格河築壩準備建造蓄水池。蓄水池工程於1977年3月11日開始建造，涵蓋Wrexham與Bajau區
目前登格蓄水池有一部分區域位在新加坡武装部队军事训练学院實彈軍訓區南境，自1992年1月19日以來便屬於管制區。1991年4月11日，有人發現蓄水池內漂浮一具無名裸屍。
登格蓄水池的南側為萊佛士鄉村俱樂部，這座俱樂部自1987年10月29日開始建造，在俱樂部內的高爾夫球場即可近距離欣賞蓄水池美景。新加坡政府近年為了高速鐵路軌道計畫開始進行第二次大規模土地收購，而馬新高速鐵路預定軌道路線剛好穿越萊佛士鄉村俱樂部，因此該俱樂部也騰出部分土地出售給新加坡政府。未來馬新高速鐵路在跨越柔佛海峽後，將潛入地下駛往裕廊東站。基於安全與營運等理由，整個預定場地必須在2018年7月31日之前騰空，以便能將高鐵交叉軌道和側板設施運送進來，讓列車能先放置在國界附近。
2011年11月3日，公用事業局與經濟發展局共同決定在登格蓄水池安裝浮動式太陽能光電板，這項目是1100萬新元計畫的一部分。這是西部集水區第一座安裝太陽能光電板的蓄水池。

### 波揚蓄水池
波揚蓄水池（英語：Poyan Reservoir）地點原先為波揚河及其三角洲地帶，該流域最終注入柔佛海峽。政府部門於1977年3月11日開始築壩準備建造，整個蓄水池區域位於新加坡武裝部隊軍訓城（SAFTI City）、波揚、Bajau區。
1984年4月27日，有2名男子因非法侵入實彈軍訓區而被罰款。1991年2月14日，有2名男子在鄰近巴西拉峇路的實彈軍訓區內被捕罰款1,000美元。1991年8月17日，2名新加坡空軍飛行員在波揚蓄水池墜機遇難。
本蓄水池區域有一部分位在新加坡武裝部隊軍事訓練學院實彈軍訓區南境，此區域目前受到管制出入。靠近蓄水池的原波揚營地在未來將會改為新加坡武裝部隊軍訓城野外訓練場地。

### 慕莱蓄水池
慕莱蓄水池（英語：Murai Reservoir）原先是慕莱河，之後政府於1980年代初築壩，準備建造蓄水池。整個蓄水池建築工程始於1977年11月，涵蓋慕莱、北慕莱、以及Thousand Oaks地區。本蓄水池有一部分區域位在實彈軍訓區北境，此部分僅限於從培訓資源管理中心操作室進入。慕萊城市戰訓練中心位於慕莱蓄水池以東區域，可以透過林厝港路、慕萊路進入慕莱城市战实弹射击设施。

### 莎琳汶蓄水池
莎琳汶蓄水池（英語：Sarimbun Reservoir）原先是將莎琳汶河築壩建造而成，後來還將加弄河（Sungei Karang）、韩都河（Sungei Hantu）納入蓄水範圍內。整個蓄水池在1977年11月開始建造，涵蓋範圍包括莎琳汶、雙溪格當（Sungei Gedong）、Bahtera、Kapal等地區。蓄水池的一部分區域位在新加坡武裝部隊軍事訓練學院實彈軍訓區北境，自1992年1月19日以來軍方一直管制出入，僅培訓資源管理中心操作室進入。
莎琳汶在二次世界大戰時是山下奉文部隊登陸新加坡的地點之一，當時日軍在這裡與駐防英軍爆發莎琳汶戰役。目前莎琳汶擁有多座常駐露營地，特別是在Jalan Bahtera一帶。這些露營地包括新加坡童軍總會的莎琳汶營地、新加坡女童軍的克里斯汀營地、以及新加坡教育部的Jalan Bahtera探險中心。

#### 詞源
莎琳汶一詞是由馬來語轉換而來，其名稱來源可追溯於十九世紀初。1830年的富蘭克林和傑克遜的新加坡計劃上曾將馬來語中的雙溪莎琳汶（Sungei Sarimbun）或莎琳汶河（Sarimbun River）稱為「Serimhone」。莎琳汶裡的「Rimbun」一詞帶有華麗、大量或厚重等含意。還有一些地方也同樣以莎琳汶命名，例如位在柔佛海峽的莎琳汶島，目前莎琳汶島被劃入新加坡武裝部隊軍事訓練學院實彈軍訓區內。

## 島嶼
在西部集水區範圍內共有3座島嶼，分別為巴瑤島、伯甘島（Pulau Pergam）、莎琳汶島。在這當中以巴瑤島最為特別，這座島的高度在海平面以下，並位在波揚蓄水池內，目前被劃分在新加坡武装部队军事训练学院內。

### 詞源
巴瑤島一名來源自巴瑤族，該民族是一個居住在东馬來西亞、汶萊、印度尼西亞和菲律賓部分地區的海洋遊牧民族。